# Ламот-Бёврон
Ламо́т-Бёвро́н (фр. Lamotte-Beuvron) — коммуна во Франции, находится в департаменте Луар и Шер, регион Центр. Входит в состав кантона Солонь, округа Роморантен-Лантене.
Код INSEE коммуны — 41106. Население коммуны на 2012 год составляло 4782 человека. Населённый пункт находится на высоте от 106 до 146 метров над уровнем моря. Мэр коммуны — Паскаль Биулак, мандат действует на протяжении 2014—2020 годов.
В начале XX века коммуна считалась «Столицей охоты» Солони из-за лесного массива Ламот-Бёврон вблизи коммуны. На данный момент у города развитая инфраструктура, связанная с конным спортом. Ежегодно в первой и третьей неделе июля проводится открытые соревнования по конкуру.
Основные транспортные пути проходящие через коммуну: автодорога А71, Национальная дорога 20 (Париж-Тулуза-Испания) и линия SNCF Париж — Тулуза.

## География
Ламот-Бёврон находится в Солонь на реке Беврон. Коммуна граничит с коммунами Шамон-Сюр-Торон, Вузон, Нуан-ле-Фюзелье. Она расположена в 36 километрах от Роморантен-Лантене, в 40 километрах от Орлеана, в 60 километрах от Блуа. В коммуну входит часть лесного массива Ламот-Бёврон. Общий размер массива 2000 гектар.

## История
До начала XIX века Ламот-Бёврон назывался Ла Мот-сюр-Беврон, это название происходило от средневековой насыпи — мотт, на берегу реки Бёврон (Бёврон переводится с кельтского — «река бобров»). На насыпи находился замок, однако от него ничего не осталось. До XVIII века деревня принадлежала Вузону — коммуне в 5 километрах от Ламот-Бёврон. Деревня стала независимым приходом в 1703 году, однако административная и налоговая зависимость осталась — в то время Ламот-Бёврон и Вузон были организованы в общину Вузон-Ламот. Только в 1792 году коммуна была признана отдельным городом.

## Население
В 2011 году в коммуне числилось 2097 налогооблагаемых домашних хозяйств. Средний заработок (в год) составил 21747 евро. В коммуне 65,7 % населения заняты в сфере услуг, 3,5 % — в сельском хозяйстве, 20,3 % — на государственных должностях (также в медицинском обслуживании).
Динамика населения согласно INSEE:
| Население коммуны в XIX—XXI веках |
| --------------------------------- |
|                                   |

## Достопримечательности
- Шато Сан-Морис

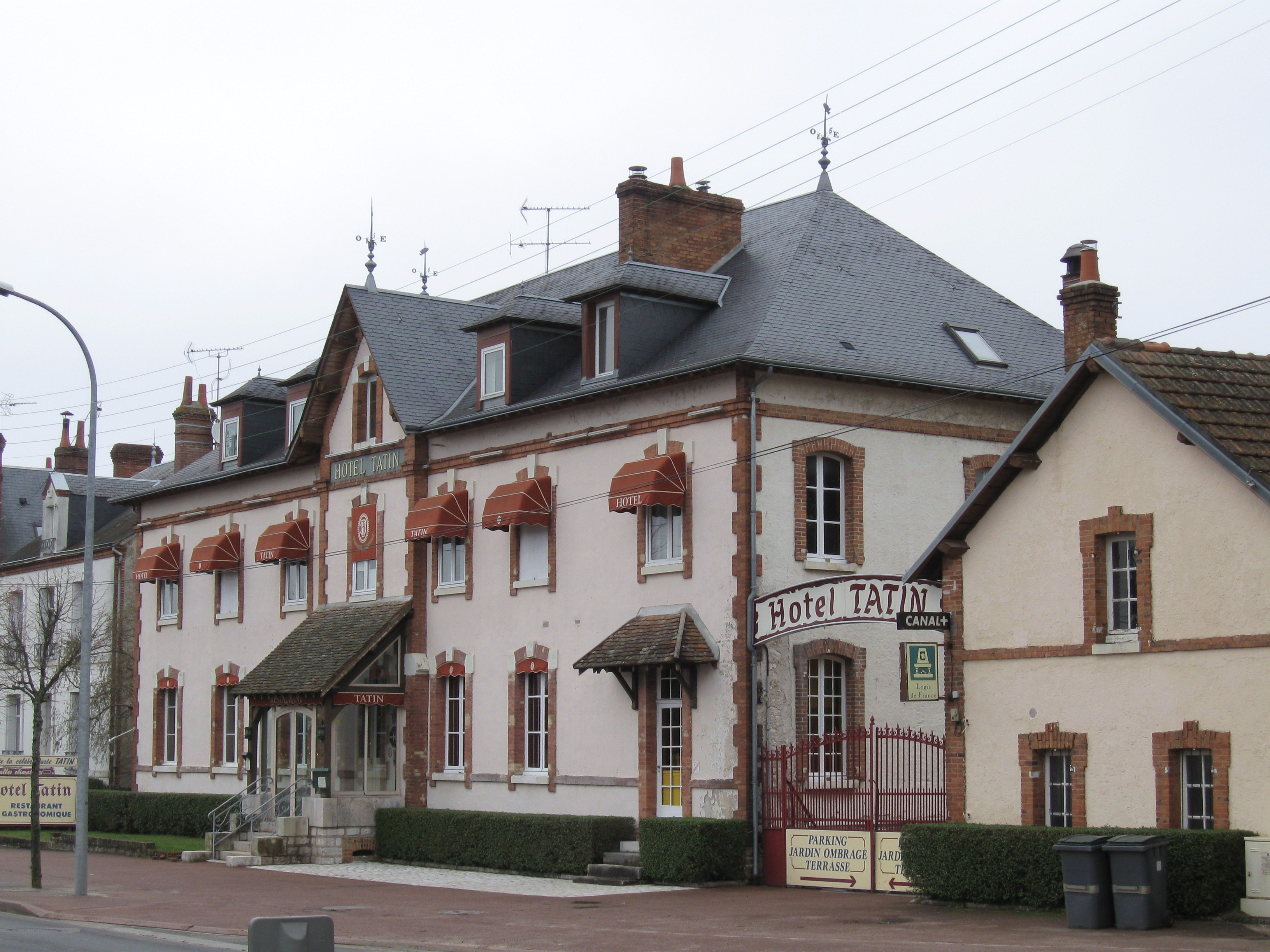
Отель-ресторан Татен

- Церковь святой Анны, построенная в 1859 году, имеет статус исторического памятника.
- Мэрия, построенная в 1860 - 1862 годах.
- Павильон центрального сельскохозяйственного комитета Солони, построенный в 1859 году.
- «Тарт Татен»

Существует версия, что рецепт знаменитого перевёрнутого пирога «Тарт Татен» был придуман в гостинице сестёр Татен в Ламот-Бёвроне около 1880 годов. Гостиница Татен существует до сих пор. Ежегодно на вторых выходных сентября проводится ярмарка, посвящённая пирогу.